# Una ciudad llamada Balboa
Una ciudad llamada Balboa (título original: Balboa) es un telefilme estadounidense de drama de 1983, dirigido por James Polakof, que a su vez lo escribió, musicalizado por Richard Hieronymus, en la fotografía estuvo Christopher Lynch y los protagonistas son Tony Curtis, Carol Lynley y Jennifer Chase, entre otros. Este largometraje fue producido por Entertainment Artists y se estrenó el 19 de julio de 1983.

## Sinopsis
Un enfrentamiento entre la determinación de un hombre de instalar el juego legal en una isla frente a la costa de California, y asimismo la firme determinación de un concejal local de impedírselo. La cuestión es que los dos están enamorados de la misma mujer.